# Derek Fisher
Derek Lamar Fisher (* 9. August 1974 in Little Rock, Arkansas) ist ein ehemaliger US-amerikanischer Basketballspieler und heutiger -trainer. Der 1,85 Meter große Fisher spielte während seiner aktiven Zeit von 1996 bis 2014 in der NBA auf der Position des Point Guards, die meiste Zeit davon bei den Los Angeles Lakers. In seiner Zeit bei den Lakers gewann Fisher fünf Mal die NBA-Meisterschaft. Er steht außerdem auf dem 2. Platz in absolvierten NBA-Playoff-Spielen, mit 259.
Von Juni 2014 bis Februar 2016 war Fisher Head Coach der New York Knicks.

## Karriere

### Als Spieler
Fisher besuchte seit 1992 die University of Arkansas at Little Rock (UALR), wo er 1996 seinen Abschluss machte. Während seiner vierjährigen Collegezeit erzielte Fisher für die UALR Trojans durchschnittlich 12,5 Punkte und 4,4 Rebounds pro Spiel.
Im NBA-Draft 1996 wurde er in der ersten Runde an 24. Stelle von den Los Angeles Lakers ausgewählt, wo er an der Seite der Starspieler Shaquille O’Neal und Kobe Bryant seine ersten acht Spielzeiten absolvierte und dreimal die NBA-Meisterschaft (2000, 2001, 2002) erringen konnte. In Erinnerung bleibt vor allem ein 2-Punktewurf, durch den Fisher 0,4 Sekunden vor der Schlusssirene den L. A. Lakers im fünften Spiel des Halbfinales der Western Conference der Saison 2003/04 einen 74:73-Sieg gegen die San Antonio Spurs sicherte. Erst durch einen Videobeweis wurde die Gültigkeit des Treffers anerkannt. Nach diesem Spiel wurde Derek Fisher „The Fish that saved L. A.“ (der Fisch, der L. A. rettete) genannt. Letztlich zogen die Lakers wieder in die NBA-Finals ein, die sie jedoch als große Favoriten klar in fünf Spielen gegen die Detroit Pistons verloren.

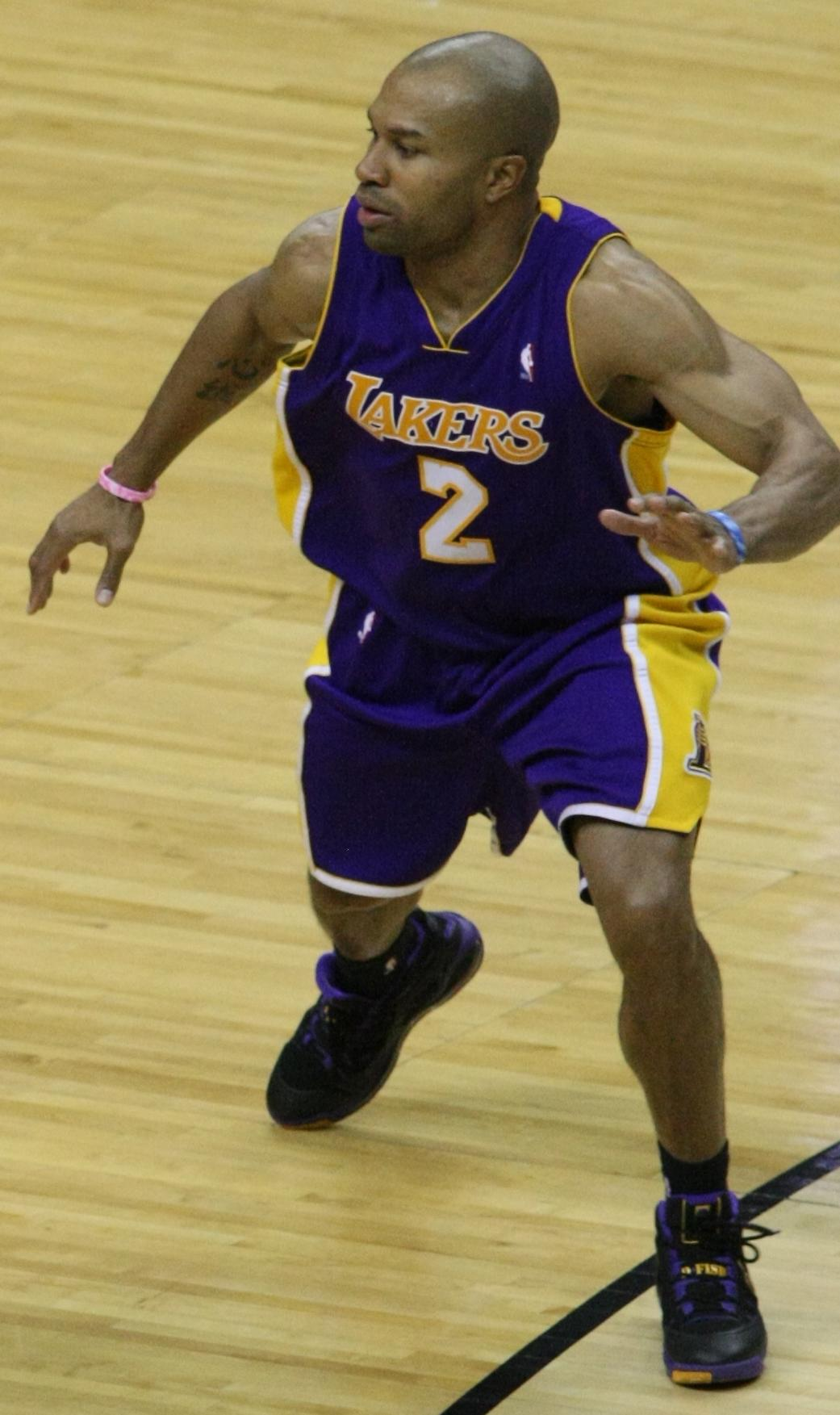
Fisher als Spieler der Lakers (2008)

Nach dieser Saison verließ Fisher die Lakers und spielte zwei Saisons für die Golden State Warriors. 2006 unterschrieb er dann einen Vierjahresvertrag bei den Utah Jazz. Allerdings spielte Fisher nur eine Saison für die Jazz. Da seine Tochter lebensbedrohlich erkrankte und in Los Angeles behandelt wurde, kehrte der Point Guard zu den Lakers zurück, wo er sofort wieder eine wichtige Rolle im Team einnahm. Als Aufbauspieler zog er mit dem Team 2008 erneut die NBA-Finals, die allerdings gegen die Boston Celtics mit 2:4 verloren gingen.
Auch 2009 erreichten die Lakers die NBA-Finals und gewannen diesmal klar mit 4:1 gegen die Orlando Magic. Fisher hatte erheblichen Anteil am Erfolg der Lakers, da er im vierten Spiel sein Team mit einem 3-Punktewurf in die Verlängerung rettete. Dieser Erfolg konnte 2010 wiederholt werden, womit Fisher seine fünfte und bis dato letzte Meisterschaft einfuhr.
Im März 2012 wurde Fisher im Tausch gegen Jordan Hill und eine Erstrunden-Pick zu den Houston Rockets transferiert, für die er jedoch kein Spiel absolvierte, da sein Vertrag sofort wieder aufgelöst wurde. Als Free Agent unterschrieb Fisher stattdessen einen Vertrag bei den Oklahoma City Thunder, mit denen er 2012 ebenfalls in die NBA-Finals einzog, die jedoch klar in fünf Spielen gegen die Miami Heat verloren gingen. Danach beendete Fisher vorerst seine aktive Karriere.
Am 29. November 2012 wurde er jedoch von den Dallas Mavericks unter Vertrag genommen, die damit nach dem Abgang ihres etatmäßigen Aufbauspielers Jason Kidd und dem verletzungsbedingten Ausfall ihres Starspielers Dirk Nowitzki auf die bis dahin durchwachsenen Saisonleistungen reagierten.
Am 23. Dezember 2012 wurde Fisher auf seinen Wunsch hin entlassen, um nach eigenen Angaben Zeit mit seiner Familie verbringen zu können.
Im darauffolgenden Jahr unterschrieb er einen neuen Vertrag bei den Oklahoma City Thunder, wo er insgesamt eine Saison spielte.

### Als Trainer
Am 10. Juni 2014 verpflichteten die New York Knicks Fisher als neuen Cheftrainer. Am 8. Februar 2016 trennten sich die Knicks nach neun Niederlagen in zehn Spielen von Derek Fisher.

## Sonstiges
Fisher war von 2006 bis 2013 der Präsident der Spielergewerkschaft National Basketball Players Association (NBPA).
Er ist der jüngere Bruder von Duane Washington und der Onkel von Duane Washington Jr., der während seiner High-School-Zeit auch bei ihm lebte und trainierte.